# هپنهایم ۱۴۰۸۰
سیارک ۱۴۰۸۰ (به انگلیسی: 14080 Heppenheim، نامگذاری:1997GB) چهارده هزار و هشتادمین سیارک کشف شده‌است که در ۱ آوریل ۱۹۹۷ کشف شد.
قدر مطلق سیارک برابر ۱۵٫۱۰ است.